# Crepidomanes clarenceanum
Crepidomanes clarenceanum là một loài thực vật có mạch trong họ Hymenophyllaceae. Loài này được (Ballard) Pic. Serm. miêu tả khoa học đầu tiên năm 1968.